# Нелидовский сельсовет (Московская область)
Нелидовский сельсовет — упразднённая административно-территориальная единица, существовавшая на территории Московской губернии и Московской области до 1954 года.
Нелидовский с/с был образован в первые годы советской власти. В 1921 году он входил в состав Аннинской волости Волоколамского уезда Московской губернии.
В 1924 году к Нелидовскому с/с был присоединён Васильевский с/с.
По данным 1926 года в состав сельсовета входили 2 населённых пункта — Нелидово и Васильевское, а также 1 железнодорожная будка.
В 1929 году Нелидовский с/с был отнесён к Волоколамскому району Московского округа Московской области, с присоединением к нему упразднённого Красиковского с/с.
14 июня 1954 года Нелидовский с/с был упразднён. При этом его территория отошла Ждановскому с/с.